# Асикага Такаудзи
Асикага Такаудзи (яп. 足利 尊氏, 27 чис. 7 мес. II года Кагэн [18 августа 1305] — 30 чис. 4 мес. XIII года Сёхэй, III года Эмбун [7 июня 1358]) — первый сёгун дома Асикага. Правил с 1338 по 1358 годы. Старший брат Асикаги Тадаёси. Один из организаторов свержения Камакурского правительства, участник движения за восстановление «прямого императорского правления». Разногласия с императором и политические амбиции привели к расколу монаршего двора на Северную и Южную династии и основания нового самурайского правительства в Киото. Большую часть жизни провёл в постоянных войнах за объединение Японии под своей властью.

## Биография

### Молодые годы
Асикага Такаудзи родился в 1305 году (3 год Каген) и был вторым сыном в семье Асикаги Садаудзи (1273—1331), гокэнина Камакурского сёгуната, личного вассала правящего сёгунского дома. Место рождения Такаудзи неизвестно. Существует три теории. Согласно первой, будущий сёгун родился во владении Уэсуги, современный город Аябе префектуры Киото. По второй теории, местом рождения Такаудзи была Камакура. Третья теория утверждает, что он родился во владении Асикаги, что в одноимённом городе Асикага префектуры Тотиги.
Поскольку старший брат Такаудзи умер в раннем возрасте, молодой Асикага был провозглашён наследником рода. Во время церемонии совершеннолетия он взял себе имя «Такаудзи» (高氏), получив один иероглиф «така» (高) от имени тогдашнего сиккэна, реального правителя сёгуната, Ходзё Такатоки. В 1319 году, женившись на Токо, дочери «рокухарского инспектора» Ходзё Хисатоки, 15-летний Такаудзи получил от императорского дома 5-й ранг и титул «начальника министерства управления» (治部大輔, дзибу дайсукэ).
В 1331 году вспыхнула «война годов Гэнко». Император Го-Дайго решил свергнуть ненавистный Камакурский Сёгунат и поднял против него войска в городке Касаги. Для подавления этого выступления самурайское правительство отправило армию во главе с Осараги Саданао и Асикага Такаудзи. Восстание было подавлено, а мятежный монарх сослан на отдалённые острова Оки. Новым императором избрали Когона. Два года спустя Такаудзи был повышен в ранге на одну ступень за заслуги в подавлении бунта.

### Свержение Камакурского сёгуната

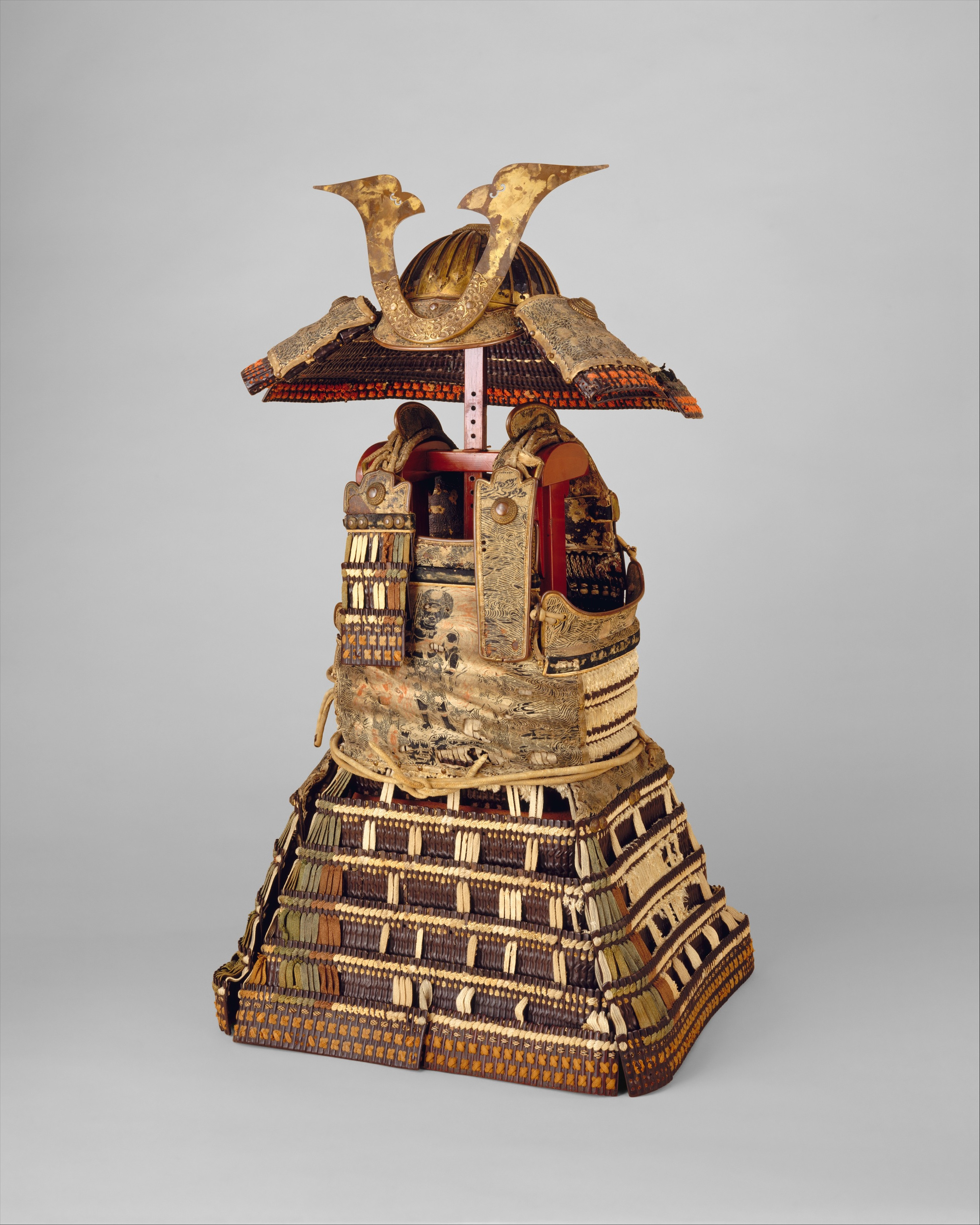
Доспехи Асикаги Такаудзи.

В феврале 1333 года дайдзё тэнно Го-Дайго смог бежать с места ссылки и, прибыв в провинцию Хоки, снова собрал войска. Для их уничтожения Камакурский сёгунат вторично послал армию под командованием 29-летнего Асикаги Такаудзи. Последний, находясь на подступах к столице, получил от дайдзё-тэнно повеление перейти на сторону восставших в святилище Синомура Хатиман-гу провинции Тамба. Под лозунгами «возрождения рода Минамото» и «свержение семьи узурпаторов Ходзё», Асикага развернул свои силы против сёгуната. На эти призывы сразу же откликнулась местная самурайская знать, уже десятки лет страдавшая от политического и экономического беспорядка. Вместе с силами Акамацу Норимуры и Тигусы Тадааки, Такаудзи уничтожил сёгунатовский институт «рокухарского инспектора» в Киото и установил там своё управленческое ведомство. Этим поступком он завоевал немалую популярность среди японских военных.
Между тем, на востоке Японии также вспыхнуло восстание. Нитта Ёсисада, обладатель провинции Кодзуке, повернул войска против сёгуната и, ворвавшись в Камакуру, уничтожил самурайское правительство и вырезал почти всех членов правящего рода Ходзё. Амбициозный Такаудзи хотел предотвратить рост авторитета Нитты, а потому после падения Камакуры заставил прибыть его в столицу. Этим была продемонстрирована мощь власти Асикаги, которой повиновались даже вельможи Восточной Японии.

### Реставрация Кэмму
С уничтожением Камакурского сёгуната началась эпоха прямого императорского правления, так называемая «Реставрация Кэмму». Дайдзё-тэнно Го-Дайго, который прибыл в столицу в июне 1333 года, вернул себе монарший титул и раздал награды своим приспешникам. Такаудзи, как «первый вассал трона», был отмечен особым образом — его повысили до 4 ранга, назначили «левым командиром гвардии» (左兵衛督) и передали под его контроль немалое количество владений по всей Японии. Император даровал ему от своего личного имени «Такахару» (尊治) иероглиф «така» (尊), приблизив тем самым к принцам монаршей крови.
Однако не все желания Такаудзи были выполнены. Он хотел получить от двора должность «Великого сёгуна — завоевателя варваров» и стать де-юре лидером Всеяпонского самурайства. Вместо этого Такаудзи предоставили почётный, но формальный титул простого сёгуна северного правительства (鎮守府將軍), а на должность «Большого сёгуна» назначили главу столичных аристократов принца Моринагу. Это вызвало недовольство Асикаги. Он сохранил своё управленческое ведомство в столице и начал постепенно собирать под свою руку провинциальных самураев. Обеспокоенный такими действиями принц Моринага доложил императору Го-Дайго, что Такаудзи готовит восстание. Монарх учёл это и, опасаясь бунта, отстранил последнего от участия в новосозданных органах власти.
Хотя Такаудзи не дали возможности стать членом императорского правительства, его авторитет и количество сторонников как среди военных, так и чиновников двора, неустанно росли. 5 января 1334 он получил высокий 3 ранг, а в августе его вассалы и союзники во главе с помощником Ко Моронао возглавили судебные ведомства страны. Через месяц Такаудзи был назначен на должность императорского советника, чем укрепил свои позиции при дворе. В ноябре, оказывая давление на императора, он арестовал своего главного оппонента, принца Моринагу, который организовал неудачное покушение на его жизнь. Принц был отправлен в Камакуру, провинциальным правительством которой фактически руководил младший брат Такаудзи, Асикага Тадаёси. После поражения Моринаги главным противником Такаудзи в центральном руководстве стал самурайский лидер Нитта Ёсисада.
В июне 1335 года (II году Кэмму) остатки разбитого рода Ходзё, бывших руководителей Камакурского сёгуната, во главе с Ходзё Токиюки подняли восстание против действующей власти в провинции Синано и в июле того же года захватили Камакуру. В этой ситуации Такаудзи потребовал от императора назначить его «тайсёгуном» и отправить на подавление бунта. Но монарх предоставил эту должность своему сыну, принцу Нариёси, боясь усиления влияния военных.
Видя, что центральная власть игнорирует его, Такаудзи самовольно отправился с войском на восток страны для обуздания восставших, проигнорировав приказ императора оставаться в столице. Последний был заинтересован в уничтожении отрядов Ходзё, а потому волей-неволей сместил своего сына и назначил на пост сёгуна Асикагу, предоставив его силам статус правительственной армии. Прибыв в регион Канто, Такаудзи объединился с частями своего брата Асикаги Тадаёси и в битве на реке Сагамигава разбил основные подразделения мятежников. Эта победа позволила ему взять Камакуру в августе 1335 года. Захватив город, который на протяжении нескольких веков был символом центральной самурайской власти, Такаудзи решил создать новый сёгунат под своим началом.

### Путь к власти
Император подозревал, что новый сёгун собирается восстановить старую самурайскую систему управления, которая ограничивала в правах монарха и столичную аристократию. Чтобы укротить Такаудзи, Го-Дайго предоставил ему второй чиновничий ранг за заслуги в подавлении бунтарей и требовал немедленно вернуться в Киото. Однако ослушавшись установок своего брата, Асикага остался в Камакуре. Стремясь стать всеяпонским лидером самураев, он решил расправиться со своими политическими оппонентами.
В ноябре 1335 от имени сёгуна и хозяина Камакуры Такаудзи издал призыв ко всем военнослужащим Японии начать карательный поход против Нитты Ёсисады — «главного столичного интригана». Однако киотоский двор, членом которого был Нитта, расценил этот шаг как антиправительственное выступление. Император лишил Такаудзи всех наград и титулов. Против Асикаги были высланы экспедиционное войско во главе с Китабатаке Акиие и Нитта Ёсисадой.
Некоторое время Такаудзи был занят подготовкой к войне в Камакуре, однако узнав, что союзническая армия его брата Асикаги Тадаёси потерпела поражение от наступающих монарших сил, он выступил им навстречу с основным войском. В битве при Хаконэ-Такэносита императорские войска под руководством Нитты потерпели поражение. Воспользовавшись ситуацией, Такаудзи стремглав направился на запад и в январе 1336 (3 года Кэмму) захватил Киото. У священной горы Хиэй он разбил силы действующего монарха Го-Дайго.
Освоив столицу, Такаудзи смыл с себя имя «врага императорского двора». Помог ему в этом дайдзё-тэнно Когэн, представитель родовой ветви Дзимёин, традиционно соперничавший за трон с веткой Дайкакудзи. Представителем последней был изгнанный действующий император Го-Дайго.
Однако триумф Асикаги длился недолго. Через месяц в Киото прибыла роялистская армия Северной Японии под командованием Китабатакэ Акииэ, которая разбила его войска. Такаудзи был вынужден бежать на запад страны. Там, благодаря поддержке дайдзё-тэнно, он уничтожил в битве при Татарахаме местную оппозицию и приобрёл популярность среди самураев регионов Тюгоку, Сикоку и Кюсю.
Восстановив свои силы и заручившись военной помощью западно-японской знати, Асикага отправился походом на Киото. 6 мая 1336 в битве при Минатогаве он разбил основные части роялистской армии во главе с Ниттой Ёсисадой и Кусуноки Масасигэ. В начале июня, окончательно ликвидировав остатки правительственных войск в столичном регионе, Такаудзи вторично стал обладателем Киото. Напуганный император Го-Дайго сбежал в монастырь Энряку на горе Хиэй, но впоследствии подписал мир. По условиям мира, он отрекался от престола и признавал новым монархом Японии принца Ютахито, младшего брата дайдзё-тэнно Когэна и представителя оппозиционной ветви Дзимёин. Самого Го-Дайго посадили под домашний арест.
В июле 1336 года принц Ютахито вступил на трон под именем императора Комё. За пять месяцев ему были переданы монаршие регалии — священные зеркало, меч и яшма, которыми обладал предыдущий правитель Го-Дайго. 7 ноября 1336 года, после церемонии передачи регалий, Такаудзи провозгласил 17 пунктов «Уложения годов Кэмму» (建武式目), которые стали его политической программой по созданию нового самурайского правительства.
Однако планы Асикаги были разрушены непредвиденным событием. В декабре того же года бывший монарх Го-Дайго смог вырваться из под ареста и скрыться в области Ёсино. Он провозгласил себя «настоящим императором», заявив, что регалии, переданные месяц назад принцу Ютахито, были подделкой.
Таким образом, с начала 1337 года в Японии начался период существования двух династий — северной в Киото во главе с императором Комё и южной в Ёсино во главе с императором Го-Дайго. Такаудзи принял сторону первой и начал готовиться к новой войне.

### На посту сёгуна
Основные силы Асикаги были брошены против военного оплота Южной династии — властителя провинции Этидзэн Нитты Ёсисады. В марте 1337 (4 года Кэмму) один из советников Такаудзи, Ко Мороясу, захватил на вражеской территории ключевую крепость Канагасаки. Нитта спасся бегством, а остальные защитники замка совершили самоубийство. Принц Цунэёси был схвачен живьём, а принц Такаёси покончил с собой. Через пять месяцев тяжёлых боёв погиб и сам Нитта Ёсисада, который попал в засаду, спеша на помощь осаждённым в замке Фудзисима.
В мае 1338 (1 года Рякуо) армия Такаудзи встретилась с войсками Южного двора под руководством ещё одного влиятельного полководца, властителя провинции Муцу, Китабатакэ Акииэ. В битве при бухте Ураиси, недалеко от города Сакаи, силы Асикаги одержали молниеносную победу, а вражеский полководец погиб.
В июле 1338 года за заслуги в свержении «врагов императора» Северный двор назначил Такаудзи на должность сэйи тайсёгуна (征夷大将軍 — «великий сёгун-покоритель варваров»). Этот год принято считать датой основания сёгуната Асикага.
В 1340 году, после назначения Такаудзи сёгуном, умер его главный оппонент и бывший сюзерен, вождь Южной династии император Го-Дайго. Его сменил на троне император Го-Мураками. Несмотря на войну между Северным и Южным двором, Такаудзи и его брат Тадаёси выразили свою скорбь по умершим, проведя помпезную тризну в северной столице — Киото. Чтобы смыть с себя клеймо отступника и главного виновника раскола императорского дома Японии, а также доказать знати и простолюдинам страны, что Асикага боролся за монархию, выступая против «интриганов, которые вводили в заблуждение императора», Такаудзи организовал 100-дневный поминальный молебен по усопшему Го-Дайго. Кроме этого для постоянного чествования монарха был возведён буддийский монастырь Тэнрюдзи, деньги для построения которого были получены благодаря торговой миссии в китайской империи Юань. Также с этой же целью по всей провинциях страны были возведены храмы Анкокудзи и пагоды Рисэйто.

### Трёхсторонняя война
На 1340 год казалось, что Северная династия станет единственной повелительницей Японии. Однако между самураями Такаудзи и его брата Тадаёси вспыхнули ссоры. Это вернуло утраченные силы и влияние Южного двора в Ёсино. С тех пор между Такаудзи, Тадаёси и представителями Южной династии непрестанно велась трёхсторонняя борьба за власть. Конфликт только разгорался с новой силой.
Ещё в 1330-х годах Такаудзи действовал сообща и согласованно со своим братом, разделяя с ним все невзгоды своей переменчивой карьеры политика. В августе 1338 году он даже собственноручно написал просьбу к богам и буддам в храме Киёмидзудэра, чтобы они дарили его родственнику Тадаёси счастье и долголетие в этой жизни. В 1340-х годах оба помогали друг другу в строительстве сети храмов Анкокудзи по всей Японии.
Такаудзи и Тадаёси фактически поровну делили свои полномочия. Первый был сёгуном и главой всех самураев страны, ведал вопросами раздачи наград за службу, то есть землёй, а также имел право назначать протекторов сюго (守護) в провинции. Второй занимался административными вопросами и держал в своих руках органы судебной власти. Существование двух мощных группировок и разница во взглядах на управление страной привели к расколу в лагере Северной династии. Брат Такаудзи, Асикага Тадаёси, вступил в открытое противостояние с его главным советником, Ко Моронао.
В 1347 году (3 году Дзёва) последний подготовил армию для нападения на Южный двор, но в следующем году, после разбиения отрядов Кусаноки Масаюки, решил уничтожить своими силами оппозиционного брата своего сюзерена. Предвидя катастрофу, Такаудзи приостановил вспыльчивого советника и отстранил от дел Тадаёси, назначив на его место своего сына Ёсиакиру, который до этого времени находился в Камакуре. Однако в результате кадровых перестановок позиции Моронао только усилились, и он стал реальным управителем страны.
Чтобы как-то спасти ситуацию, в 1349 году сёгун отдал другого сына Тадафую брату в качестве приёмного сына и поручил ему управление регионом Тюгоку. Однако войска Моронао атаковали Тадафую и оттеснили его к острову Кюсю.
Тадаёси потерял практически все властные позиции и, казалось, окончательно проиграл в войне с окружением своего брата. В знак капитуляции он даже принял монашеский постриг, но в октябре 1350 года (1 года Канно) заключил мир с Южной династией и, заручившись её военной поддержкой, собрал армию для карательного похода против сил Моронао. Со другой стороны, Асикага Тадафую, бывший сын Такаудзи, а теперь приёмный сын Тадаёси, поднял в этом году войска и отвоевал регион Тюгоку.
Расценив действия брата как объявление войны, сёгун лично возглавил войско и направился ликвидировать мятежного Тадафую в западных областях Японии. Столица Северного двора Киото оказалась беззащитной и Тадаёси захватил её по повелению императора Южной династии Го-Мураками. Сын Такаудзи, Ёсиакира, который с небольшим гарнизоном находился в столице, был вынужден бежать в провинцию Тамба.

### Смута годов Канно
Видя, что события развиваются не в его пользу, в феврале 1351 года (2 года Канно) сёгун подписал мир со своим братом. Условием договора было отстранение Ко Моронао и Мороясу от власти и принятие ими пострига. Однако затишье длилось недолго. Вассал Тадаёси, Уэсуги Ёсинори тайком убил двух Ко по приказу своего сюзерена. Этот инцидент окончательно расколол всех самураев Японии на две группировки. Первую возглавили сёгун Асикага Такаудзи со своим сыном Ёсиакирой, а вторую — Асикага Тадаёси со своим приёмным сыном Тадафую. К конфликту присоединились также региональные лидеры — протекторы сюго. Началась общеяпонская война, длившаяся более 10 лет — так называемая Смута годов Канно.
Во время этого конфликта Такаудзи и Ёсиакира восстановили свои силы и загнали войска Тадаёси севернее столицы, в регион Хокурику. Последний в поисках новых солдат отправился на восток, в регион Канто. Между тем сёгун временно заключил перемирие с Южной династией, признав свою зависимость от неё, и объявил карательную экспедицию против своего брата. Собрав огромную армию, он лично возглавил её и отправился в Восточную Японию. Такаудзи победил вражеские части во всех сражениях и заставил капитулировать Тадаёси в январе 1352 года (1 года Бунна). Опального брата заточили в Камакуре, где он скоропостижно скончался через два месяца после ареста. Тогдашние чиновники поговаривали, что это сёгун отравил его (по преданию, ядом «тин доку») за ухудшения политической ситуации на Востоке — сыновья Нитты Ёсисады, который был убит войсками Такаудзи, подняли мощное восстание против действующего режима в провинциях Кодзука и Мусаси.
Оставив в Камакуре своего сына Асикага Мотоудзи, сёгун лично двинулся против бунтарей и за полтора года тяжёлых боёв смог подавить это выступление. Однако в то же время приёмный сын покойного Тадаёси, Асикага Тадафую, получив поддержку знати Западной Японии и региона Хокурику, а также войск Южного двора, захватил Киото в 1354 году (2 году Бунна). Ёсиакира, который караулил столицу, был вынужден отступить на восток до провинции Оми. Перегруппировав свои силы, он атаковал позиции противников в городе и выбил их оттуда. Вскоре из Камакуры в столицу вернулся сам Такаудзи. Когда в 1356 году армия Тадафую снова попыталась взять реванш в Киото, объединённые отряды сёгуна и его сына разбили её вдребезги.
Таким образом, на 1356 год (1 год Энбун) группировка Тадаёси-Тадафую практически перестала существовать. Властитель провинции Этидзэн, Сиба Такацунэ, признал свою зависимость от сёгуната. Однако несмотря на эти успехи, страну продолжали трясти междоусобицы. На севере острова Кюсю принц Южного двора Канэёси, при поддержке местного рода Кикути, захватил в 1355 году центральный порт международной торговли Хаката и стал полностью независим от центрального правительства.

### Смерть

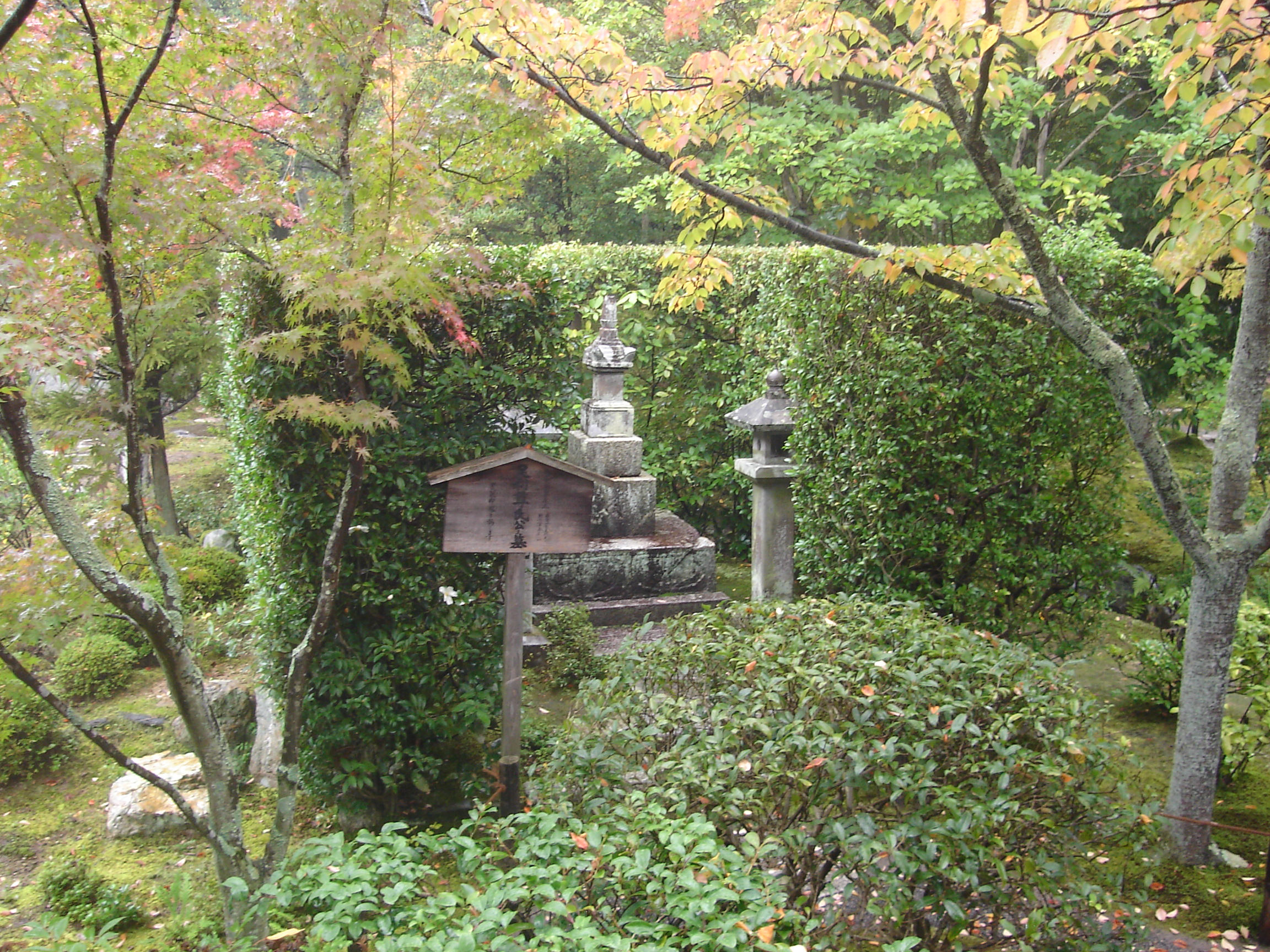
Могила Такаудзи в храме Тодзиин

Такудзи планировал начать поход на Кюсю, однако умер во время его подготовки 7 июня 1358 года (3 года Энбун) в своей усадьбе в Киото. В исторических источниках того периода сообщают, что причиной смерти была какая-то злокачественная опухоль, вероятно рак. Через два месяца Северный двор даровал Такаудзи посмертно первый нижний чиновничий ранг и должность «левого министра» (左大臣). Спустя век, в 1457 году, ему дополнительно была дарована должность главного министра страны дайдзё дайдзин (太政大臣). Похоронили сёгуна в столичном храме Тодзиин.

## Оценка деятельности
В японской историографии конца XIX века Асикага Такаудзи изображался нейтрально — как «герой своей эпохи». Однако с усилением националистических настроений в начале XX века, его заклеймили как «неверного вассала», который променял верность сюзеренам — рода Ходзё и императору Го-Дайго — на свои «шкурные политические интересы». Вплоть до конца второй мировой войны, Такаудзи был отрицательным персонажем, воплощением всех уродливых черт японского государя. С появлением в Японии независимой марксистской и позитивистской историографии после 1945 года, лицо первого сёгуна Муромати было переосмыслено. Отныне его считали поборником прогресса, который ликвидировал «феодальные пережитки» предыдущих поколений. В 1970-х годах Такаудзи виделся историкам даже как «революционер и реформатор». В конце XX века знаменитый Асикага был зачислен в ряд важных фигур японской истории, основателей политического единства страны. Сегодня Такаудзи является одним из кумиров японцев, наряду с такими фигурами как Минамото-но Ёсицунэ, Кусуноки Масасигэ, Ода Нобунага и Токугава Иэясу.